# Gli intoccabili
Gli intoccabili és una pel·lícula de ficció criminal italiana del 1969 en anglès dirigida per Giuliano Montaldo i protagonitzada per John Cassavetes, Britt Ekland, Peter Falk, Gabriele Ferzetti i Florinda Bolkan. La cònjuge de Cassavetes i col·laboradora habitual Gena Rowlands apareix en un paper secundari. La pel·lícula està basada en la novel·la d'Ovid Demaris Candyleg, adaptada per Montaldo, Mino Roli i el dramaturg estatunidenc Israel Horovitz. es va estrenar al 22è Festival Internacional de Cinema de Canes, on va ser nominada a la Palma d'Or.

## Argument
Charlie Adamo, el cap d'operacions recentment promogut de la Màfia a la costa oest dels Estats Units, intenta concentrar-se en el recentment construït Royal Casino-Hotel a Las Vegas, exigint al seu gerent Abe Stilberman vendre'l amb una participació del 20% de l'empresa. Quan Stilberman es nega, Adamo organitza que el lladre de bancs condemnat Hank McCain sigui alliberat de la presó pel seu fill Jack, que planteja un pla per robar el casino sense dir-li la participació d'Adamo. McCain està interessat, però desconfia de l'òbvia ingenuïtat del seu fill i sospita que està passant més coses del que li diuen. No obstant això, McCain comença a encaixar el Royal, casant-se amb una jove ansiosa anomenada Irene al llarg del camí.
Desconegut per Adamo, el Royal és propietat de la màfia. El seu superior, Don Francesco, li demana que cessi qualsevol intent de comprar una participació, i Adamo ordena que el robatori es cancel·li immediatament. Tanmateix, McCain està decidit a superar-ho i ignora les trucades del seu fill. Finalment, accepta reunir-se amb ell en un magatzem remot, on assenyala que les dues cohorts de Jack (que treballen per a Adamo) tenen previst matar-los a tots dos. McCain aconsegueix matar-los, però no abans que el seu fill mori en el foc creuat.
McCain porta a terme el seu pla, detonant bombes de rellotgeria per tot el casino, detonant una segona explosió fora de la ciutat per distreure les autoritats i disfressar-se de bomber per robar la caixa forta mentre l'edifici és evacuat. El pla surt sense problemes, però Don Francesco s'assabenta de la implicació d'Adamo a través de les maquinacions de la seva dona. Tortura les identitats de McCain i Irene a Adamo abans de fer-lo matar.
McCain i Irene estan ara fugint, amb la màfia repartint fotografies dels dos entre la seva xarxa d'informadors. Sense cap lloc on a anar, McCain va a la seva antiga amant i parella en el crim, Rosemary Scott. Ella organitza el seu pas segur fora del país, però és descoberta i capturada pels homes de Francesco. Es mata abans que pugui ser torturada per obtenir informació.
Irene és descoberta per un informador i capturada. Els homes de Francesco la porten al vaixell que l'espera McCain, on la maten. Enfurismat, McCain dispara cegament als seus agressors, però és assassinat a trets sense cerimònia. Els cossos d'ell i de la Irene estan disposats en silenci.

## Repartiment
- John Cassavetes com a Hank McCain
- Britt Ekland com Irene Tucker
- Peter Falk com a Charlie Adamo
- Gabriele Ferzetti com a Don Francesco DeMarco
- Pierluigi Aprrà com a Jack McCain
- Luigi Pistilli com el duc Mazzanga
- Florinda Bolkan com a Joni Adamo
- Gena Rowlands com a Rosemary Scott
- Salvo Randone com a Don Salvatore
- Steffen Zacharias com Abe Stilberman
- Tony Kendall com a Pete Zacari
- Val Avery com a Chuck Regan
- Margherita Guzzinati com Margaret DeMarco
- Claudio Biava com a Barclay
- James Morrison com a Joby Cuda
- Dennis Sallas com a Fred Tecosky
- Jack Ackerman com a Britten[3]

## Producció
Giuliano Montaldo va afirmar que tant Gli intoccabili com la seva pel·lícula anterior Diamants a dojo eren projectes purament comercials fets per establir-se a la indústria cinematogràfica abans de fer el que volia fer. Montaldo va afirmar que John Cassavetes també va acceptar el paper principal per finançar les seves pròpies pel·lícules.
La pel·lícula va ser la primera col·laboració entre Cassavetes i Peter Falk, precedint els seus aparellaments més coneguts a Husbands i Una dona ofuscada . Gena Rowlands i Val Avery, dos altres habituals del conjunt de Cassavetes, també van aparèixer a la pel·lícula.

## Rodatge
El rodatge es va dur a terme a Las Vegas, San Francisco, Los Angeles i Nova York. Els interiors es van filmar a De Paolis i Dear Studios a Roma. El futur productor guanyador dels Premis Oscar Gray Frederickson va servir com a responsable de producció als EUA.

## Recepció
En una ressenya contemporània, el Monthly Film Bulletin va descriure la pel·lícula com "realitzada amb un estil mínim i amb força cops en el costat del documental moralista/social de la tanca" i això "a part d'un utilitzant l'objectiu de zoom Techniscope, no hi ha cap estil del qual parlar."
En una revisió contemporània del Blu-ray de Blue Underground, Tom Charity va descriure la pel·lícula com a "guionada a l'atzar", però va assenyalar que és "la participació de Cassavetes juntament amb el seu proper col·laborador habitual Falk i la seva dona Gena Rowlands que desperta la nostra curiositat" i que "Barreja amb habilitat interiors romans elegants amb treballs d'ubicació acolorits, de ritme trepidant i amb una cançó d'Ennio Morricone ridículament àgil, "La balada de Hank McCain... afegeix una nota a peu de pàgina atractiva a la carrera de Cassavetes".